# Бей, Хабиб
Хаби́б Фредери́к Бей (фр. Habib Frédéric Beye; род. 19 октября 1977, Сюрен) — сенегальский футболист, защитник; тренер.

## Клубная карьера

### «Пари Сен-Жермен»
Хабиб Бей присоединился к ПСЖ в 1997 году, однако уже в конце сезона был продан в «Страсбур».

### «Страсбур»
Дебют Бей в «Страсбуре» состоялся 8 августа 1998 года в домашнем матче против «Лиона», завершившегося нулевой ничьей. В первый сезон в лиге Хабиб сыграл 23 матча. В следующем сезоне сенегалец пропустил лишь пять матчей лиги и впервые забил гол 2 октября 1999 года в домашнем поединке против «Бордо», который завершился результативной ничьей — 2:2.
Бей стал обладателем Кубка Франции, когда его клуб в финале переиграл «Амьен» в серии пенальти.
Всего Хабиб Бей сыграл за «Страсбур» 134 матча и забил 8 мячей перед переходом «Марсель» в 2003 году. Трансфер Бейе удивил многих, так как он был одним из ключевых игроков «Страсбура».

### «Олимпик Марсель»
Хабиб Бей перешёл в «Марсель» летом 2003 года за 2,5 миллиона евро, приняв в дебютном сезоне участие в большинстве матчей в Лиге чемпионов и Кубке УЕФА.
Он был одним из ключевых игроков «Марселя», дошедшего до финала Кубка УЕФА 2004 и уступившего «Валенсии» со счётом 2:0.
Бей также был финалистом Кубков Франции сезонов 2005/06 и 2006/07, когда «Марсель» уступил сначала ПСЖ, а затем и «Сошо».
Время, проведённое в «Марселе», было одним из самых ярких этапов его карьеры, он зарекомендовал себя как один из самых опытных защитников Франции и был признан болельщиками игроком года в 2006 году. Он также был капитаном «Марселя» два последних года до перехода в «Ньюкасл Юнайтед».

### «Ньюкасл Юнайтед»
Бей был подписан «Ньюкаслом» 31 августа 2007 года в последние минуты трансферного окна за 2 млн фунтов. Хабиб подписал трёхлетний контракт, и Сэм Эллардайс, тогдашний наставник «Ньюкасла», был очень доволен сделкой. Позднее Эллардайс заявил, что он чувствовал, что приобрёл Бейе за «рыночную» цену и подписание контрактов с Бейе и его партнёром по сборной Сенегала Абдулаем Дьянь-Фаем — это отличные сделки для «Ньюкасла».
Он дебютировал в «Ньюкасле» 17 сентября 2007 года, когда вышел на замену в матче против «Дерби Каунти», закончившегося для «сорок» поражением 0:1. Впервые сенегалец появился в стартовом составе в домашней встрече против «Вест Хэм Юнайтед» и впечатлил болельщиков «Ньюкасла» своей игрой. С тех пор он стал неотъемлемой частью основного состава. Первый гол забил в матче против «Бирмингем Сити» 8 декабря 2007 года в компенсированное время ко второму тайму.
В сезоне 2007/08 был признан игроком года.
Перед стартом сезона 2008/09 Хабиб получил травму и смог выйти на поле лишь 20 октября в матче против «Манчестер Сити», однако уже спустя 12 минут заработал красную карточку. После вылета «Ньюкасла» из премьер-лиги заявил официальному сайту, что хотел бы остаться в клубе, чтобы помочь ему вернуться в высший дивизион, однако продолжающиеся проблемы «сорок» вынудили Бейе искать новый клуб, чтобы «спасти свою карьеру».

### «Астон Вилла»
Несмотря на заявления владельца «Халл Сити» о том, что они согласовали трансфер Бей, на следующий день было объявлено, что сенегалец переходит в «Астон Виллу».
Бей дебютировал за «львов» в первом матче нового сезона против «Уигана», но «Вилла» матч проиграла — 0:2. Уже в третьем матче за новую команду против «Вест Хэма» Бей получил красную карточку.

## Карьера в сборной
В сборной Сенегала Бей провёл 45 матчей и забил 1 гол. На чемпионате мира 2002 трижды выходил на замену — в матчах против Дании, Уругвая и Швеции.

## Достижения

### Командные достижения
«Страсбур»
- Обладатель Кубка Франции: 2001

### Личные достижения
«Ньюкасл Юнайтед»
- Игрок года: 2008